# Championnat d'Allemagne des voitures de tourisme
Navigation
Deutsche Rennsport Meisterschaft
Le Deutsche Automobil Rundstrecken Meisterschaft (DARM) est un championnat automobile organisé de 1960 à 1971 en Allemagne de l'Ouest, pour voitures de Tourisme et de Grand Tourisme (dénommé en allemand : Deutsche Rundstrecken Meisterschaft für Tourenwagen -ou DRMfT- jusqu'en 1966). 
Il prend également la suite du Championnat d'Allemagne des voitures de sport (Deutsche Sportwagenmeisterschaft),
Il est le prédécesseur du Deutsche Rennsport Meisterschaft (ou DRM), effectif de 1972 à 1985. 

## Palmarès

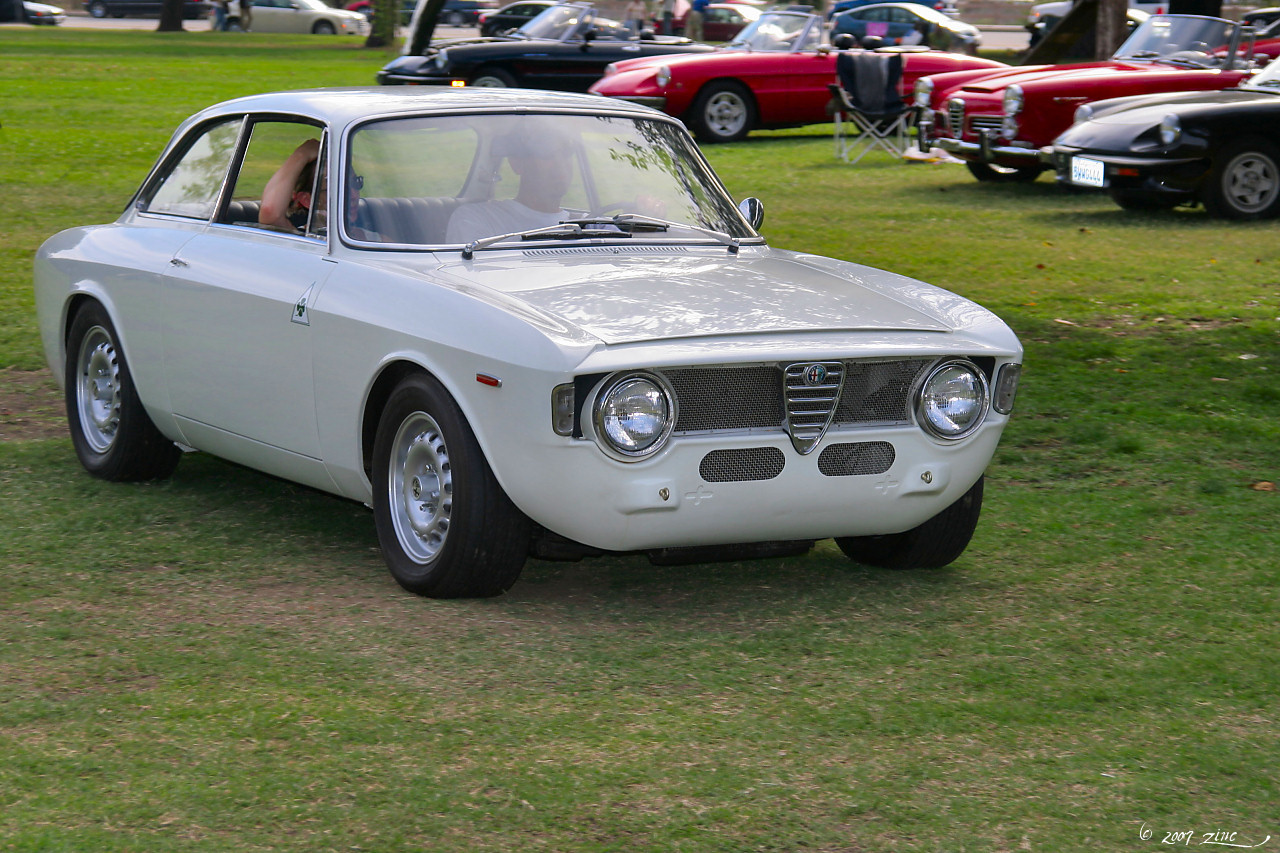
Une Alfa Romeo Giulia GTA 1.6L. (ici de 1967), voiture triple lauréate.

| Année                                                       | Pilote                                                      | Écurie                                                      | Voiture                                                     | Groupe                                                      |
| Deutsche Rundstrecken-Meisterschaft für Tourenwagen (DRMfT) | Deutsche Rundstrecken-Meisterschaft für Tourenwagen (DRMfT) | Deutsche Rundstrecken-Meisterschaft für Tourenwagen (DRMfT) | Deutsche Rundstrecken-Meisterschaft für Tourenwagen (DRMfT) | Deutsche Rundstrecken-Meisterschaft für Tourenwagen (DRMfT) |
| ----------------------------------------------------------- | ----------------------------------------------------------- | ----------------------------------------------------------- | ----------------------------------------------------------- | ----------------------------------------------------------- |
| 1960                                                        | Egon Evertz                                                 | Egon Evertz                                                 | Auto Union 1000                                             | < 1000 cm³                                                  |
| 1961                                                        | Walter Schneider                                            | BMW                                                         | BMW 700                                                     | < 700 cm³                                                   |
| 1961                                                        | Peter Lindner                                               | Autohaus Peter Lindner                                      | Jaguar Mk. II 3.8                                           | > 2500 cm³                                                  |
| 1962                                                        | Josef Maassen                                               | Josef Maassen                                               | Volvo PV544                                                 | < 1600 cm³                                                  |
| 1963                                                        | Hans Braun                                                  | Hans Braun                                                  | Alfa Romeo Giulia Ti Super                                  | < 1600 cm³                                                  |
| 1963                                                        | Peter Nöcker                                                | Autohaus Peter Nöcker                                       | Jaguar Mk. II 3.8                                           | > 2500 cm³                                                  |
| 1964                                                        | Hubert Hahne                                                | BMW                                                         | BMW 1800 TI                                                 | < 2000 cm³                                                  |
| 1965                                                        | Gerhard Bodmer                                              | Glas                                                        | Glas 1204 TS                                                | < 1300 cm³                                                  |
| 1965                                                        | Manfred Schiek                                              | Manfred Schiek                                              | Mercedes 300 SE                                             | > 2500 cm³                                                  |
| 1966                                                        | Herbert Schultze                                            | Herbert Schultze                                            | Alfa Romeo GTA                                              | < 1600 cm³                                                  |
| 1966                                                        | Josef Schnitzer                                             | Schnitzer                                                   | BMW 1800 TI                                                 | < 2000 cm³                                                  |
| Deutsche Automobil-Rundstrecken-Meisterschaft (DARM)        |                                                             |                                                             |                                                             |                                                             |
| 1967                                                        | Herbert Schultze                                            | Herbert Schultze                                            | Alfa Romeo GTA                                              | < 1600 cm³                                                  |
| 1968                                                        | Herbert Schultze                                            | Alfa Romeo                                                  | Alfa Romeo GTA                                              | < 1600 cm³                                                  |
| 1969                                                        | Dieter Glemser                                              | Ford                                                        | Ford Escort Twin Cam                                        | < 1600 cm³                                                  |
| 1970                                                        | Dieter Hegels                                               | Alpina                                                      | BMW 1602                                                    | < 1600 cm³                                                  |
| 1971                                                        | Jochen Mass                                                 | Ford                                                        | Ford Capri                                                  | > 2000 cm³                                                  |